# Denivka žlutá
Denivka žlutá (Hemerocallis lilioasphodelus) je rostlina, vytrvalá bylina z čeledi asfodelovité (Asphodelaceae). Pochází z východní Asie, v současnosti však roste i v Evropě a Severní Americe.

## Popis
Vytrvalá bylina dorůstající výšky 50-100 (obvykle 70-80) centimetrů. Tvoří krátké oddenky. Vláknité kořeny jsou poněkud ztlustlé.
Většina listů je nízko nad zemí a rozložena dvoustranně. Listy mají jednoduchou souběžnou žilnatinu..

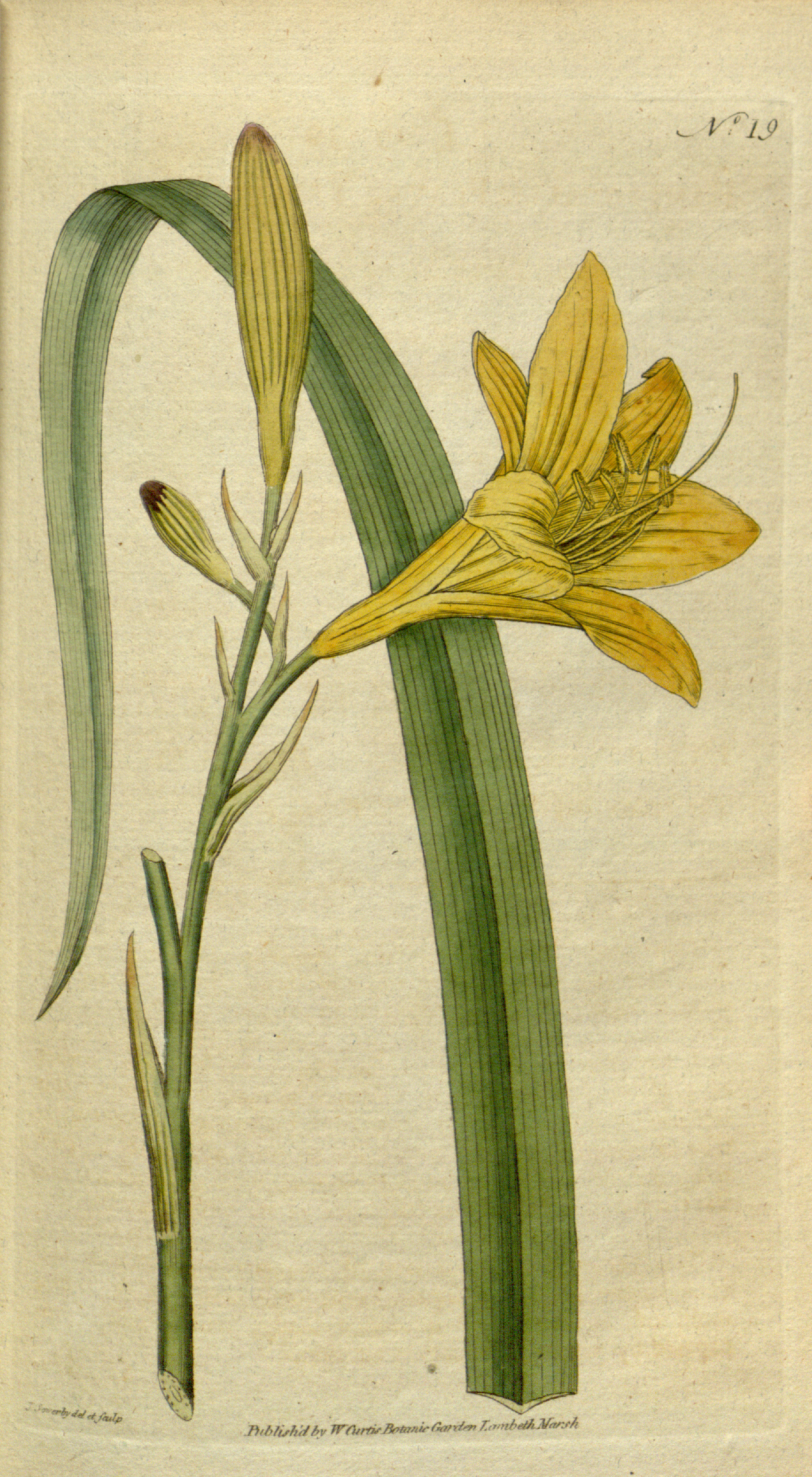
Popisný obrázek

### Květ
Kvete od června do srpna. Květy jsou víceméně vzpřímené. Lysý stvol je rozvětven pouze v horní části květenství a mírně kratší  nebo delší než listy. Ve složeném květenství jsou uspořádány dva až čtyři, zřídka pět květů, celkem bývá na rostlině osm až dvanáct květů. Občas se objevují listeny. Stopky květů jsou relativně krátké o délce 1 až 2 cm.
Oboupohlavné květy silně sladce voní po citrónech, vonné květy bývají otevřeny v odpoledních hodinách, zůstávají otevřené přes noc a odkvétají po jednom až třech dnech. Šest okvětních plátků je spojeno do 1,5 do 2,5 cm dlouhé válcové květní trubky. Všechny okvětní plátky mají žlutou barvu jasně citrónového odstínu. Poupata jsou v horní části květu purpurově zelená.

### Plod
Stopka plodu je 2–4 mm dlouhá. Plod je podlouhle eliptická tobolka s lesklými černými semeny. Semena jsou kulatého tvaru nebo smáčknutá, o velikosti 3 až 5 mm.
Základní chromozómové číslo je 2n = 22; je diploid.

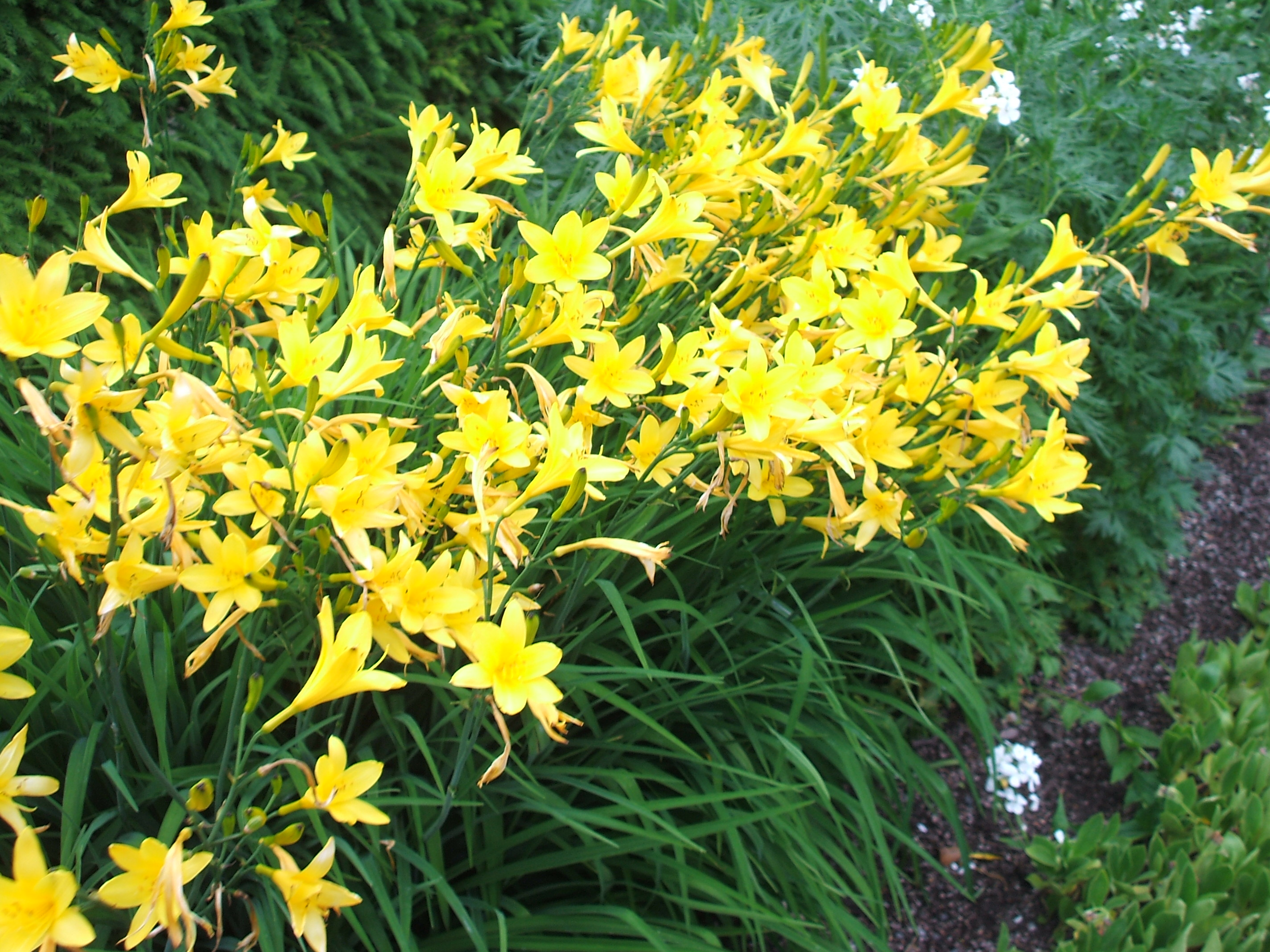
Použití jako okrasná rostlina.

## Rozšíření
Druh je rozšířen v mírných oblastech východní Asie, na Sibiři, ruském Dálném východě, v Japonsku, Koreji, Mongolsku a v čínských provinciích Kan-su, Hebei, Heilongjiang, Henan, Jiangsu, Jiangčchi, Jilin, Liaoning, Shaančchi, Shandong a Shančchi.
Žlutá denivka se brzy rozšířila i do Evropy a volně se zde šíří, je považována za naturalizovaný neofyt. Později se rozšířila také v Severní Americe.
V Evropě existuje několik malých oblastí kde se denivka žlutá šíří. V severovýchodní Itálii, v Maďarsku, v Rakousku, Německu, Dánsku, Švédsku, Estonsku, Belgii, Francii, Portugalsku, Španělsku, České republice, Rumunsku, Albánii, na Ukrajině, na Slovensku a ve Velké Británii.

## Taxonomie
První popis druhu jako Hemerocallis lilioasphodelus pochází od Linného, který ji zařadil v roce 1753 do Species plantarum, svazek 1, strana 324, jako "Lilio Asphodel".
 Jméno rodu Hemerocallis je odvozen z řečtiny ἡμέρᾶ Hemera "den" a κάλλος Kallos "krása". Jedná se o popis krátce kvetoucího jedince, krásné květiny. Druhový název je odvozen od lilií, a asfodelů, protože se podobá těmto rostlinným taxonům.
Synonyma pro Hemerocallis lilioasphodelus L. jsou: Hemerocallis flava (L.)L., Hemerocallis lilioasphodelus var. flava L.,
Hemerocallis lilioasphodelus var. major hort., Hemerocallis lutea Gaertn. Ve 20. století byl v ČR druh znám především jako Hemerocallis flava.

## Použití

### Okrasná rostlina
Někdy jsou rostliny používány jako okrasné rostliny v parcích a zahradách v mírných pásmech, ale kvetení trvá krátce, rostliny vypadají neuspořádaně a hodí se tedy jen do některých, spíše volných kompozic. Poměrně rychle tvoří husté porosty, které pokrývají zem. Uschlé listy tvoří dobrou zimní ochranu.
Preferuje slunečné polohy, vlhké živné půdy. Množení je možné semeny, ale snadno se množí dělením oddenků.

### Potravina
Vařené malé baňaté části kořenů chutnají jako sladká kukuřice nebo černý kořen. Listy a mladé nadzemní části rostlin před tím, než jsou vláknité, se dají jíst syrové nebo vařené jako chřest nebo celer. Poupata se konzumují syrová nebo vařená. Chutnají jako zelené fazolky a obsahují 43 mg vitamínu C na 100 g, vitamín A a 3,1% bílkovin. Květy se konzumují syrové nebo vařené. Pokud jsou otrhány květiny těsně před tím než uschnou, mohou se používat jako koření. Uvařené a pak sušené květy jsou tradiční pokrm v Číně, a jsou používány k zahušťování polévek.